# Foniatría
La foniatría es la rama de la medicina que trata el estudio, diagnóstico y tratamiento de las enfermedades relacionadas con la comunicación humana, por tanto le interesan las afectaciones del lenguaje (lengua, habla y voz), la audición, y la deglución. Además, es una rama que se encarga de abordar los problemas del aprendizaje y su desarrollo desde la perspectiva médica.
La misión de la foniatría es la de buscar la mejora en el funcionamiento de la comunicación humana, aunque exista una deficiencia en el funcionamiento de algún órgano u otro agente que comprometa la correcta comunicación interpersonal. Esta vía de la medicina es de gran ayuda para personas que sufren dificultades para hablar o escuchar.
A diferencia de otras especialidades como la otorrinolaringología, no se centra en el diagnóstico o el tratamiento de enfermedades anatómicas en los sistemas humanos de fonación y auditivo, sino que se enfoca más en aspectos terapéuticos, con una función de rehabilitación. Su misión es obtener del individuo la recuperación o reeducación a través de terapias neurológicas y psicológicas.

## Denominación
El practicante de la foniatría recibe el nombre de foniatra. La foniatría es por lo general, considerada como una especialidad de los estudios de medicina y el término "foniatra" está reservado solo para las personas con el grado universitario de médico aprobado y el posgrado de médico especialista aprobado. En otros países es una especialidad independiente, en España hoy en día, es una subespecialidad de otorrinolaringólogos y rehabilitadores. 
El foniatra es el médico especialista con estudios de postgrado que atiende los problemas de salud de la comunicación interpersonal, combinando la medicina basada en la evidencia y la medicina centrada en el paciente. Como todo médico, se basa en los mejores conocimientos científicos disponibles para ejecutar procedimientos de diagnóstico e intervención de cualquier naturaleza y variedad, en procura del máximo beneficio y evitando cualquier tipo de daño a la integridad humana.
En algunos países la foniatría, ejerce en equipo profesional con la logopedia y la audiología. Estas dos disciplinas actúan dentro de campos de conocimiento afines, pero sin tener los principios, conocimientos, competencias ni propósitos de la práctica médica, por lo cual debe comprenderse la diferencia entre estas profesiones, que se complementan en la atención de la salud. El profesional de la disciplina no-médica se llama fonoaudiólogo en Suramérica (en Venezuela existe también la denominación "terapista del lenguaje"), logopeda en Europa e islas del Caribe, Speech Therapist o Speech Pathologist en el mundo anglosajón. No debe confundirse con el foniatra.

## Actividades
La foniatría, se centra en el diagnóstico e intervención de los problemas de salud que afectan el funcionamiento de los sistemas de la audición, la comunicación y la fonación humanos. El foco de la práctica médica foniátrica está en la jerarquización de la toma de decisiones sobre los procedimientos y las actividades médicas y no médicas necesarias para el proceso de evaluación que culmina con el diagnóstico, para luego abordar las mejores evidencias y prácticas en los ámbitos farmacológico, nutricional, estilo de vida, medicina física, terapias de interacción y otros, desde la perspectiva de la habilitación/rehabilitación, es decir procurando obtener del individuo la recuperación o reeducación de una función procedente de un sistema funcional. Para ello se recurre a la utilización de elementos tanto neurológicos como psicológicos. Toma también elementos de otras disciplinas no relacionadas con la salud primariamente, como la educación y la lingüística>.

## Pruebas utilizadas
Las pruebas utilizadas son:
- Laringoestroboscopio: es una herramienta que permite grabar la imagen. Se trata de una exploración sencilla a través de la boca que llega a la laringe donde se puede observar el funcionamiento de las cuerdas vocales.
- Programa de análisis acústico de la voz: estudia los parámetros acústicos de la voz.[4]

## Disfunciones principales tratadas por la foniatría
Entre las disfunciones principales tratadas por la foniatría se encuentran las siguientes:
Afasia. La capacidad de producir o entender el lenguaje se ve disminuida.
Dislalia. Se trata de un trastorno muy común en los niños y consiste en la dificultad en la articulación de determinados fonemas.
Afonía. Incapacidad a la hora de hablar a causa de la ausencia de voz puntualmente.
Disatria.Tiene lugar cuando se fuerza la voz y se articula de manera defectuosa algún fonema.
Pérdidas auditivas.
Tartamudez.

## Profesionales que trabajan en el campo de la foniatría
- Foniatra: Es el médico especialista en Foniatría.
- El médico foniatra debe ocuparse de prevenir, diagnosticar y tratar todo lo que se refiere a la patología de la voz, habla, lenguaje y audición, siempre que afecte a los niveles anteriores.
- Psicólogo del lenguaje: Valora desde el punto de vista psicológico al paciente remitido por el médico foniatra, por lo que participa en la orientación terapéutica del enfermo.
- Audiólogo infantil: Lleva a cabo el estudio de la audición solicitado por el médico foniatra, y participa también en el tratamiento auditivo de los trastornos del lenguaje, habla y voz.
- Logopeda: Elabora y ejecuta el programa de rehabilitación, siguiendo la orientación terapéutica marcada por el médico foniatra y el resto de los profesionales citados.[5]

## Principales diferencias entre logopedia y foniatría

### Formación
El logopeda es un profesional que se ha formado a nivel universitario en el lenguaje y la comunicación, poseyendo un amplio conocimiento de la comunicación humana y del lenguaje, así como también de los procesos y áreas que lo permiten.
En lo que respecta al foniatra, es un médico especialista en el sector del lenguaje. Su ámbito de conocimiento es por lo tanto más ligado a los aspectos médicos y biológicos, si bien también posee conocimientos y puede aplicar diferentes tipos de intervención. En España, la foniatría es una especialidad no reconocida a nivel universitario, mientras que la logopedia sí lo es.

### Orientación
En base al punto anterior podemos observar que los dos tipos.de profesionales tienden a tener una orientación distintiva. Mientras que el médico foniatra tiene una perspectiva más biomédica de la situación y los trastornos, la logopedia ejerce desde una perspectiva más educativa y pedagógica.

### Tipo de tratamiento empleado
El foniatra puede aplicar un gran número de tratamientos, incluida la administración de fármacos o la prescripción de sesiones de logopedia, pero no suele realizar una aplicación práctica de estas directamente.
El logopeda va a ser el encargado de administrar y llevar a la práctica el tratamiento, a nivel de introducir y realizar la rehabilitación del paciente a través de diversas técnicas más centradas en el aprendizaje y la realización de ejercicios que permitan la mejoría y que no tienen que ver con medidas más drásticas e invasivas.